# Nuevo Cucungará
Nuevo Cucungará es una localidad peruana ubicada en el distrito de Catacaos, perteneciente a la provincia y departamento de Piura, al norte del Perú. 

## Ubicación
Nuevo Cucungará se ubica al oeste de la provincia de Piura, en el distrito de Catacaos, en el departamento de Piura. Cerca de la localidad se ubica la urbanización Las Palmeras de San Pablo.

## Demografía
En 2017 Nuevo Cucungará no tenía a ningún habitante empadronado.